# Hoàng Khánh Ngọc
Hoàng Khánh Ngọc sinh ngày 17 tháng 3 năm 1985 tại Hải Dương, là một siêu mẫu Việt Nam. Ngọc giành Giải Vàng cuộc thi Siêu mẫu Việt Nam 2004 và đại diện Việt Nam tại cuộc thi Hoa hậu Hoàn vũ 2004. Ngọc từng theo học ở trường Kent International College (Hoa Kỳ).

## Siêu mẫu Việt Nam 2004
Ngọc đoạt giải vàng Siêu mẫu Việt Nam năm 2004.

## Hoa hậu Hoàn vũ 2004
Ngọc là thí sinh đầu tiên của Việt Nam tham dự cuộc thi Hoa hậu Hoàn vũ vào năm 2004. Cuộc thi diễn ra tại Ecuador và người chiến thắng là Jennifer Hawkins của Úc. Ngọc không lọt vào Top 15 và giành được giải thưởng phụ "Nữ hoàng sàn diễn" do phóng viên và báo chí nước chủ nhà bình chọn.

## Hoa hậu Hoàn vũ Việt Nam 2008
Năm 2008, lần đầu tiên Việt Nam tổ chức cuộc thi để tìm ra đại diện chính thức tham dự cuộc thi Hoa hậu Hoàn vũ 2008, Ngọc tham gia và lọt vào Top 10.